# Robert Gustafsson

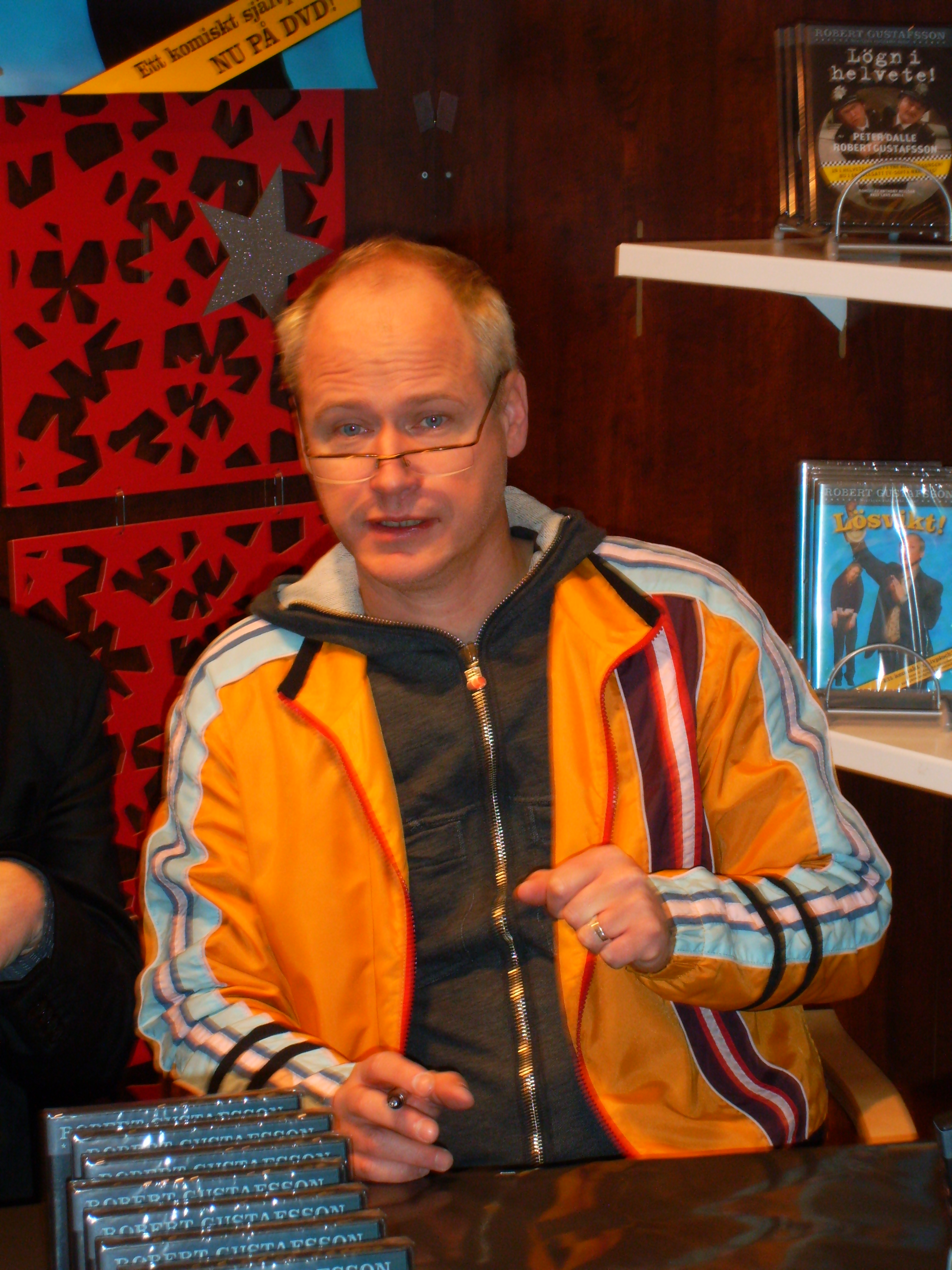
Robert Gustafsson, 2008

Carl Robert Olof Gustafsson (* 20. Dezember 1964 in Katrineholm) ist ein schwedischer Komiker und Schauspieler sowie Mitglied der Gruppe Killinggänget. Gustafsson wuchs in Skövde auf und lebt nun im Stockholmer Vorort Mälarhöjden.
Gustafsson ist einer der in Schweden bekanntesten und beliebtesten Komiker mit unterschiedlichsten Auftritten in Fernsehsendungen und Filmen. 2004 erhielt er für die beste männliche Hauptrolle im Film Fyra nyanser av brunt einen Guldbagge.

## Filmografie (Auswahl)
- 1991: Underjordens hemlighet
- 1993: Drömkåken
- 1993: Cooler Sommer (Sunes sommar)
- 1994: Lust
- 1995: Alfred
- 1996: Att stjäla en tjuv
- 1997: Die Jönsson-Bande – Charles-Ingvars neuer Plan (Lilla Jönssonligan på styva linan)
- 1999: Torsk på Tallinn
- 2003: Verschwörung im Berlin-Express (Skenbart: En film om tåg)
- 2004: Fyra nyanser av brunt
- 2004: Hjärtslag
- 2005: Robots
- 2005: En decemberdröm
- 2006: Ice Age 2 – Jetzt taut’s (schwedische Stimme von Sid)
- 2009: Ice Age 3 – Die Dinosaurier sind los (schwedische Stimme von Sid)
- 2009: Vergebung (Luftslottet som sprängdes)
- 2012: Ice Age 4 – Voll verschoben (schwedische Stimme von Sid)
- 2013: Der Hundertjährige, der aus dem Fenster stieg und verschwand (Hundraåringen som klev ut genom fönstret och försvann)
- 2015: Eine schöne Bescherung (En underbar jävla jul)
- 2016: Der Hunderteinjährige, der die Rechnung nicht bezahlte und verschwand (Hundraettåringen som smet från notan och försvann)
- 2021: Der unwahrscheinliche Mörder (Den osannolika mördaren, Fernsehserie)